# Вулька-Чулчицька (Люблінське воєводство)
Вулька-Чулчицька (пол. Wólka Czułczycka) — село в Польщі, у гміні Холм Холмського повіту Люблінського воєводства.
Населення — 43 особи (2011).
У 1975-1998 роках село належало до Холмського воєводства.

## Демографія
Демографічна структура станом на 31 березня 2011 року:
|          | Загалом | Допрацездатний вік | Працездатний вік | Постпрацездатний вік |
| -------- | ------- | ------------------ | ---------------- | -------------------- |
| Чоловіки | 17      | 4                  | 10               | 3                    |
| Жінки    | 26      | 6                  | 10               | 10                   |
| Разом    | 43      | 10                 | 20               | 13                   |